# Werner Zehme

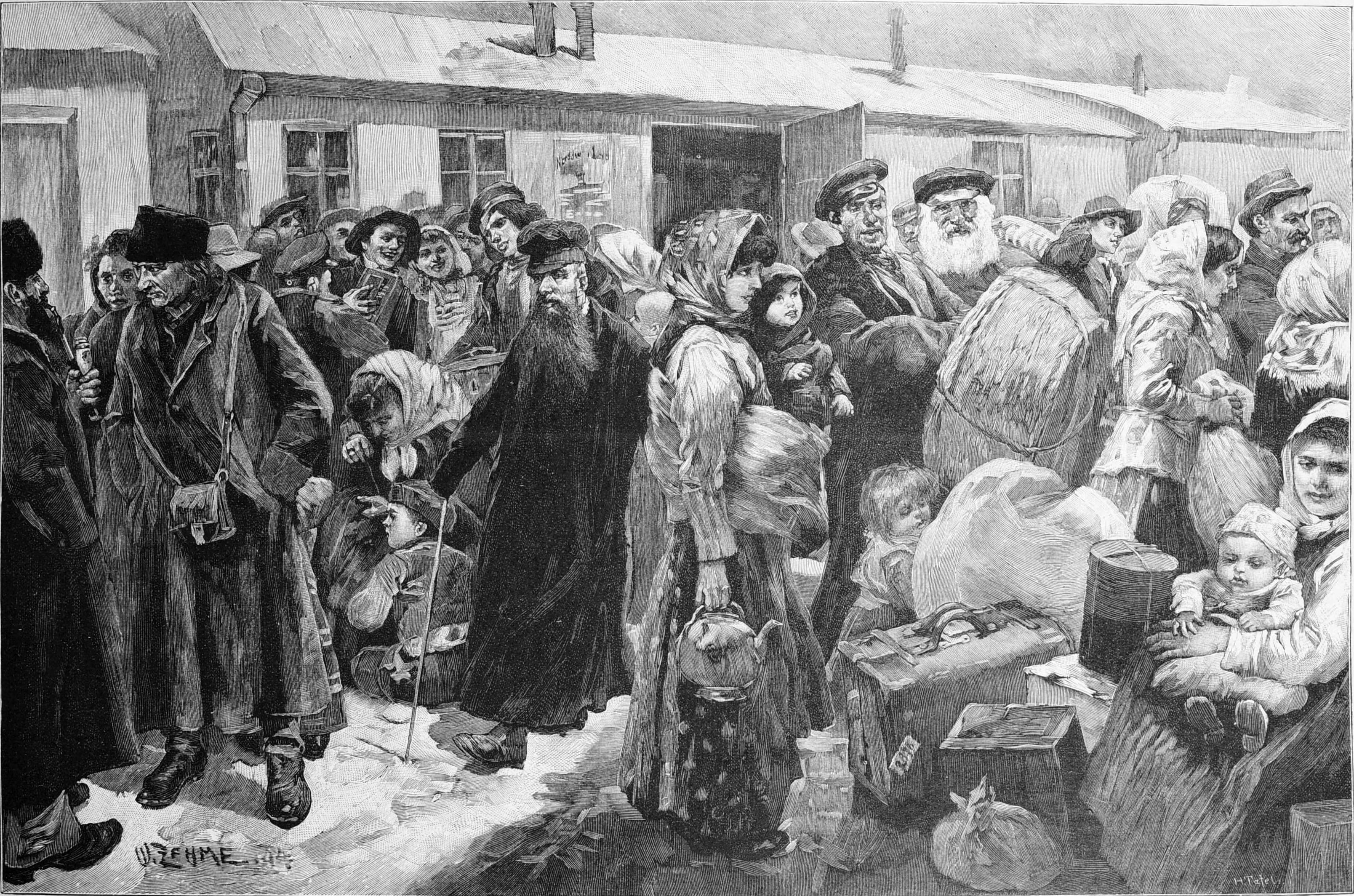
Auswandererbahnhof Ruhleben 1895

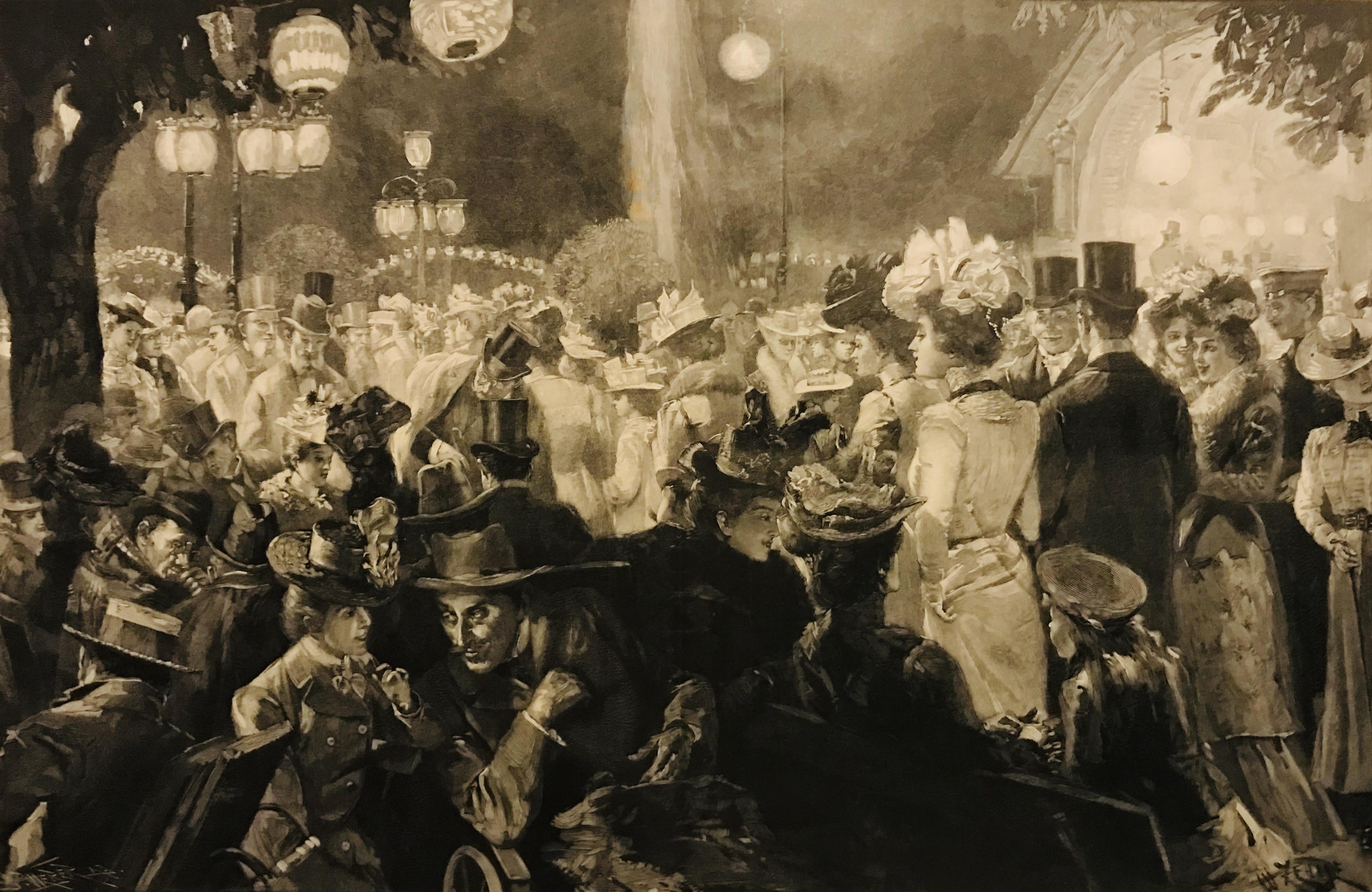
Promenadenconcert im Curgarten zu Wiesbaden, 1900, Fotografie einer Originalzeichnung von Zehme aus der Illustrierten Zeitung vom 20. September 1900, Privatsammlung Wiesbaden

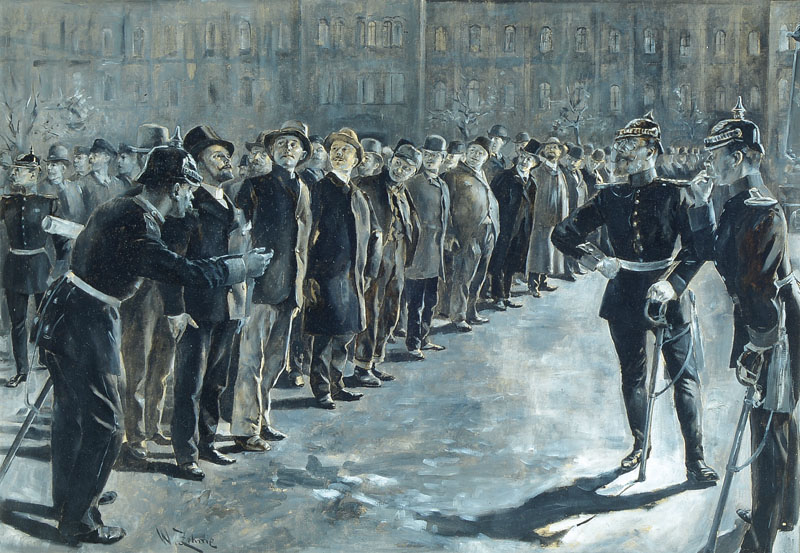
Die Musterung

Werner Zehme (geboren 27. November 1859 in Hagen; gestorben 1924) war ein deutscher Maler, Graphiker, Illustrator und Schriftsteller.

## Leben
Zehme studìerte von 1879 bis 1883 an der Königlichen Akademie der Künste in München bei Ludwig von Löfftz. Den Zeitraum von 1887 bis 1888 verbrachte er auf einem Studienaufenthalt in Edam-Volendam.
Seine Illustrationen erschienen in der „Gartenlaube“ in den Jahren 1890, 1891, 1892, 1893, 1895 1897 und 1898.
Zahlreiche Werke, die er dem Leben der Ärmsten und der Auswanderer widmete, zeugen von seinem sozialen Engagement.
Er  nahm an Kunstausstellungen in Berlin, Düsseldorf und im Münchner Glaspalast teil. Zehme war in Berlin und ab 1916 in München tätig.